# Snooker Shoot-Out 2024
Das 9Club Snooker Shoot-Out 2024 war ein Snookerturnier im Sonderformat und gehörte zur Saison 2024/25 der Profitour. Wie im Vorjahr fand es vor dem Jahreswechsel vom 4. bis 7. Dezember statt. Nach einem Jahr in Wales kehrte das Turnier nach Leicester in die Mattioli Arena (vormals Morningside Arena) zurück. Shoot-Out wird mit einem Gewinnframe mit Zeitbeschränkung und angepassten Regeln gespielt, wird aber als normales Ranglistenturnier gewertet.
Mark Allen trat zur Titelverteidigung an, musste sich aber diesmal bereits in Runde 2 geschlagen geben. Im Finale gewann Tom Ford mit 31:28 gegen den Schotten Liam Graham. Für den 41-jährigen Engländer war es nach zwei Siegen bei Minor-Ranking-Turnieren der erste Sieg bei einem vollwertigen Ranglistenturnier.

## Preisgeld
Die 171.000 £ im Gewinntopf. Die Verteilung der Preisgelder unterschied sich nicht von den vorangegangenen 4 Jahren und war wie folgt festgelegt:
|                 | Preisgeld |
| --------------- | --------- |
| Sieger          | 50.000 £  |
| Finalist        | 20.000 £  |
| Halbfinalist    | 8.000 £   |
| Viertelfinalist | 4.000 £   |
| Achtelfinalist  | 2.000 £   |
| Letzten 32      | 1.000 £   |
| Letzten 64      | 500 £     |
| Letzten 128     | 250 £ a   |
| Höchstes Break  | 5.000 £   |
| Insgesamt       | 171.000 £ |

## Spielplan
Shoot-Out-Snooker wird nach besonderen Regeln gespielt, so dauert eine Partie maximal 10 Minuten, wobei in der ersten Hälfte jeder Spieler 15 Sekunden, in der zweiten Hälfte 10 Sekunden für die Ausführung eines Stoßes hat. Ein einziger Frame entscheidet eine Begegnung.
109 Profis hatten sich angemeldet, unter anderem nahmen sich bis auf Titelverteidiger Mark Allen und Mark Selby die Top 8 der Weltrangliste eine Auszeit. 19 Amateure ergänzten das Teilnehmerfeld. 8 von ihnen waren Nachwuchsspieler im Alter von 13 bis 17 Jahren, die eine Wildcard der WPBSA bekamen: Vladislav Gradinari, Riley Powell, Joel Connolly, Siôn Stuart, Daniel Boyes, Steven Wardropper, Joe Shannon und mit Sophie Nix erstmals eine Jugendspielerin. Die Auslosung der ersten Runde wurde im November bekanntgegeben. Anders als bei den meisten Snookerturnieren wird beim Snooker Shoot-Out jede Runde neu ausgelost.
WC = Spieler mit einer Wildcard der WPBSA

A = Amateurspieler (während dieser Saison nicht auf der Profitour, Qualifikation über die Q School Order of Merit)

### 1. Runde
Die Spiele der 1. Runde fanden am Mittwoch und Donnerstag in 4 Sessions statt.
| Spiel | Spieler 1               | Ergebnis  | Spieler 2               |
| ----- | ----------------------- | --------- | ----------------------- |
| 1     | (27) Matthew Selt       | 4633:4633 | Ryan Day (21)           |
| 2     | (63) Ross Muir          | 680:680   | Mark Allen (1)          |
| 3     | (15) David Gilbert      | 174:174   | David Grace (54)        |
| 4     | (26) Lü Haotian         | 2865:2865 | Tian Pengfei (45)       |
| 5     | (17) Hossein Vafaei     | 3446:3446 | Julien Leclercq (95)    |
| 6     | (38) Fan Zhengyi        | 1866:1866 | Wang Yuchen (97)        |
| 7     | (WC) Joel Connolly      | 3912:3912 | Aaron Hill (52)         |
| 8     | (58) Louis Heathcote    | 3165:3165 | Ahmed Aly Elsayed (107) |
| 9     | (41) Joe Perry          | 338:338   | Gong Chenzhi (70)       |
| 10    | (80) Dean Young         | 511:511   | Florian Nüßle (A)       |
| 11    | (99) Reanne Evans       | 798:798   | Gary Wilson (4)         |
| 12    | (59) Jiang Jun          | 587:587   | Antoni Kowalski (90)    |
| 13    | (101) Jonas Luz         | 2320:2320 | Paul Deaville (A)       |
| 14    | (31) Anthony McGill     | 740:740   | Sophie Nix (WC)         |
| 15    | (16) Robert Milkins     | 4245:4245 | Joe Shannon (WC)        |
| 16    | (WC) Daniel Boyes       | 8013:8013 | Wu Yize (22)            |
| 17    | (94) Chris Totten       | 3633:3633 | Duane Jones (79)        |
| 18    | (28) Thepchaiya Un-Nooh | 3075:3075 | Jimmy White (76)        |
| 19    | (87) Cheung Ka Wai      | 7214:7214 | Andrew Higginson (71)   |
| 20    | (91) Haydon Pinhey      | 334:334   | Mitchell Mann (103)     |
| 21    | (24) Joe O’Connor       | 4446:4446 | Sanderson Lam (50)      |
| 22    | (20) Noppon Saengkham   | 1730:1730 | Liu Hongyu (53)         |
| 23    | (40) Matthew Stevens    | 1824:1824 | Yuan Sijun (29)         |
| 24    | (69) Ian Burns          | 6028:6028 | Ma Hailong (62)         |
| 25    | (23) Zhou Yuelong       | 4957:4957 | Andrew Pagett (75)      |
| 26    | (9) Xiao Guodong        | 1123:1123 | Anthony Hamilton (49)   |
| 27    | (39) Jordan Brown       | 970:970   | Si Jiahui (7)           |
| 28    | (92) Haris Tahir        | 4016:4016 | David Lilley (51)       |
| 29    | (100) Huang Jiahao      | 1574:1574 | Hammad Miah (67)        |
| 30    | (19) Pang Junxu         | 6533:6533 | Zak Surety (74)         |
| 31    | (A) Daniel Womersley    | 421:421   | Long Zehuang (55)       |
| 32    | (57) Ashley Carty       | 1343:1343 | Kayden Brierley a (A)   |

| Spiel | Spieler 1               | Ergebnis  | Spieler 2               |
| ----- | ----------------------- | --------- | ----------------------- |
| 1     | (27) Matthew Selt       | 4633:4633 | Ryan Day (21)           |
| 2     | (63) Ross Muir          | 680:680   | Mark Allen (1)          |
| 3     | (15) David Gilbert      | 174:174   | David Grace (54)        |
| 4     | (26) Lü Haotian         | 2865:2865 | Tian Pengfei (45)       |
| 5     | (17) Hossein Vafaei     | 3446:3446 | Julien Leclercq (95)    |
| 6     | (38) Fan Zhengyi        | 1866:1866 | Wang Yuchen (97)        |
| 7     | (WC) Joel Connolly      | 3912:3912 | Aaron Hill (52)         |
| 8     | (58) Louis Heathcote    | 3165:3165 | Ahmed Aly Elsayed (107) |
| 9     | (41) Joe Perry          | 338:338   | Gong Chenzhi (70)       |
| 10    | (80) Dean Young         | 511:511   | Florian Nüßle (A)       |
| 11    | (99) Reanne Evans       | 798:798   | Gary Wilson (4)         |
| 12    | (59) Jiang Jun          | 587:587   | Antoni Kowalski (90)    |
| 13    | (101) Jonas Luz         | 2320:2320 | Paul Deaville (A)       |
| 14    | (31) Anthony McGill     | 740:740   | Sophie Nix (WC)         |
| 15    | (16) Robert Milkins     | 4245:4245 | Joe Shannon (WC)        |
| 16    | (WC) Daniel Boyes       | 8013:8013 | Wu Yize (22)            |
| 17    | (94) Chris Totten       | 3633:3633 | Duane Jones (79)        |
| 18    | (28) Thepchaiya Un-Nooh | 3075:3075 | Jimmy White (76)        |
| 19    | (87) Cheung Ka Wai      | 7214:7214 | Andrew Higginson (71)   |
| 20    | (91) Haydon Pinhey      | 334:334   | Mitchell Mann (103)     |
| 21    | (24) Joe O’Connor       | 4446:4446 | Sanderson Lam (50)      |
| 22    | (20) Noppon Saengkham   | 1730:1730 | Liu Hongyu (53)         |
| 23    | (40) Matthew Stevens    | 1824:1824 | Yuan Sijun (29)         |
| 24    | (69) Ian Burns          | 6028:6028 | Ma Hailong (62)         |
| 25    | (23) Zhou Yuelong       | 4957:4957 | Andrew Pagett (75)      |
| 26    | (9) Xiao Guodong        | 1123:1123 | Anthony Hamilton (49)   |
| 27    | (39) Jordan Brown       | 970:970   | Si Jiahui (7)           |
| 28    | (92) Haris Tahir        | 4016:4016 | David Lilley (51)       |
| 29    | (100) Huang Jiahao      | 1574:1574 | Hammad Miah (67)        |
| 30    | (19) Pang Junxu         | 6533:6533 | Zak Surety (74)         |
| 31    | (A) Daniel Womersley    | 421:421   | Long Zehuang (55)       |
| 32    | (57) Ashley Carty       | 1343:1343 | Kayden Brierley a (A)   |

| Spiel | Spieler 1                  | Ergebnis  | Spieler 2                    |
| ----- | -------------------------- | --------- | ---------------------------- |
| 33    | (2) Mark Selby             | 1785:1785 | Baipat Siripaporn (106)      |
| 34    | (33) Jackson Page          | 337:337   | Manasawin Phetmalaikul (102) |
| 35    | (44) Graeme Dott           | 4056:4056 | Ben Mertens (78)             |
| 36    | (WC) Siôn Stuart           | 2712:2712 | Martin O’Donnell (37)        |
| 37    | (5) Zhang Anda             | 0101:0101 | Hatem Yassen (109)           |
| 38    | (32) Jimmy Robertson       | 2113:2113 | Liam Pullen (77)             |
| 39    | (WC) Vladislav Gradinari   | 252:252   | Daniel Wells (47)            |
| 40    | (A) Lewis Ullah            | 718:718   | Steven Wardropper (WC)       |
| 41    | (81) Bulcsu Revesz         | 2335:2335 | Farakh Ajaib (96)            |
| 42    | (35) Robbie Williams       | 3044:3044 | Michael Holt (83)            |
| 43    | (60) Stan Moody            | 1411:1411 | Riley Powell (WC)            |
| 44    | (12) Tom Ford              | 3169:3169 | Xing Zihao (64)              |
| 45    | (105) Bai Yulu             | 3647:3647 | Jamie Clarke (46)            |
| 46    | (A) Sean O’Sullivan b      | 6913:6913 | Shaun Murphy (3)             |
| 47    | (66) Alfie Burden          | 2671:2671 | Ben Woollaston (36)          |
| 48    | (98) Mink Nutcharut        | 2413:2413 | Liam Graham (84)             |
| 49    | (48) He Guoqiang           | 2952:2952 | Stuart Bingham (18)          |
| 50    | (43) Jamie Jones           | 184:184   | Rory Thor (78)               |
| 51    | (61) Stuart Carrington     | 6213:6213 | Dylan Emery (A)              |
| 52    | (A) Anton Kazakov          | 3321:3321 | Artemijs Zizins (85)         |
| 53    | (42) Mark Davis            | 3911:3911 | Liam Davies (88)             |
| 54    | (A) Mark Joyce             | 1750:1750 | Joshua Thomond (A)           |
| 55    | (56) Ishpreet Singh Chadha | 759:759   | Amir Sarkhosh (82)           |
| 56    | (A) Iulian Boiko           | 580:580   | Jack Lisowski (14)           |
| 57    | (104) Kreishh Gurbaxani    | 5153:5153 | Lei Peifan (72)              |
| 58    | (A) Joshua Cooper          | 6622:6622 | Jak Jones (10)               |
| 59    | (6) Ali Carter             | 217:217   | Chris Wakelin (8)            |
| 60    | (73) Alexander Ursenbacher | 7453:7453 | Xu Si (34)                   |
| 61    | (A) Gerard Greene c        | 2466:2466 | Robbie McGuigan (89)         |
| 62    | (11) Neil Robertson        | 1473:1473 | Simon Blackwell (A)          |
| 63    | (93) Mostafa Dorgham       | 71:71     | Elliot Slessor (25)          |
| 64    | (68) Oliver Lines          | 5033:5033 | Allan Taylor (86)            |

| Spiel | Spieler 1                  | Ergebnis  | Spieler 2                    |
| ----- | -------------------------- | --------- | ---------------------------- |
| 33    | (2) Mark Selby             | 1785:1785 | Baipat Siripaporn (106)      |
| 34    | (33) Jackson Page          | 337:337   | Manasawin Phetmalaikul (102) |
| 35    | (44) Graeme Dott           | 4056:4056 | Ben Mertens (78)             |
| 36    | (WC) Siôn Stuart           | 2712:2712 | Martin O’Donnell (37)        |
| 37    | (5) Zhang Anda             | 0101:0101 | Hatem Yassen (109)           |
| 38    | (32) Jimmy Robertson       | 2113:2113 | Liam Pullen (77)             |
| 39    | (WC) Vladislav Gradinari   | 252:252   | Daniel Wells (47)            |
| 40    | (A) Lewis Ullah            | 718:718   | Steven Wardropper (WC)       |
| 41    | (81) Bulcsu Revesz         | 2335:2335 | Farakh Ajaib (96)            |
| 42    | (35) Robbie Williams       | 3044:3044 | Michael Holt (83)            |
| 43    | (60) Stan Moody            | 1411:1411 | Riley Powell (WC)            |
| 44    | (12) Tom Ford              | 3169:3169 | Xing Zihao (64)              |
| 45    | (105) Bai Yulu             | 3647:3647 | Jamie Clarke (46)            |
| 46    | (A) Sean O’Sullivan b      | 6913:6913 | Shaun Murphy (3)             |
| 47    | (66) Alfie Burden          | 2671:2671 | Ben Woollaston (36)          |
| 48    | (98) Mink Nutcharut        | 2413:2413 | Liam Graham (84)             |
| 49    | (48) He Guoqiang           | 2952:2952 | Stuart Bingham (18)          |
| 50    | (43) Jamie Jones           | 184:184   | Rory Thor (78)               |
| 51    | (61) Stuart Carrington     | 6213:6213 | Dylan Emery (A)              |
| 52    | (A) Anton Kazakov          | 3321:3321 | Artemijs Zizins (85)         |
| 53    | (42) Mark Davis            | 3911:3911 | Liam Davies (88)             |
| 54    | (A) Mark Joyce             | 1750:1750 | Joshua Thomond (A)           |
| 55    | (56) Ishpreet Singh Chadha | 759:759   | Amir Sarkhosh (82)           |
| 56    | (A) Iulian Boiko           | 580:580   | Jack Lisowski (14)           |
| 57    | (104) Kreishh Gurbaxani    | 5153:5153 | Lei Peifan (72)              |
| 58    | (A) Joshua Cooper          | 6622:6622 | Jak Jones (10)               |
| 59    | (6) Ali Carter             | 217:217   | Chris Wakelin (8)            |
| 60    | (73) Alexander Ursenbacher | 7453:7453 | Xu Si (34)                   |
| 61    | (A) Gerard Greene c        | 2466:2466 | Robbie McGuigan (89)         |
| 62    | (11) Neil Robertson        | 1473:1473 | Simon Blackwell (A)          |
| 63    | (93) Mostafa Dorgham       | 71:71     | Elliot Slessor (25)          |
| 64    | (68) Oliver Lines          | 5033:5033 | Allan Taylor (86)            |

### 2. Runde
Die 2. Runde fand am Freitag in 2 Sessions statt.
| Spiel | Spieler 1               | Ergebnis  | Spieler 2                |
| ----- | ----------------------- | --------- | ------------------------ |
| 1     | (77) Liam Pullen        | 3748:3748 | Zak Surety (74)          |
| 2     | (25) Elliot Slessor     | 2160:2160 | Mark Joyce (A)           |
| 3     | (104) Kreishh Gurbaxani | 3047:3047 | Xu Si (34)               |
| 4     | (9) Xiao Guodong        | 8317:8317 | Martin O’Donnell (37)    |
| 5     | (70) Gong Chenzhi       | 4515:4515 | Huang Jiahao (100)       |
| 6     | (55) Long Zehuang       | 1815:1815 | Vladislav Gradinari (WC) |
| 7     | (3) Shaun Murphy        | 730:730   | David Gilbert (15)       |
| 8     | (24) Joe O’Connor       | 5841:5841 | Allan Taylor (86)        |
| 9     | (1) Mark Allen          | 368:368   | Si Jiahui (7)            |
| 10    | (44) Graeme Dott        | 717:717   | Robert Milkins (16)      |
| 11    | (4) Gary Wilson         | 5028:5028 | Liam Davies (88)         |
| 12    | (5) Zhang Anda          | 1265:1265 | Bai Yulu (105)           |
| 13    | (90) Antoni Kowalski    | 1250:1250 | Riley Powell (WC)        |
| 14    | (21) Ryan Day           | 5519:5519 | Dylan Emery (A)          |
| 15    | (66) Alfie Burden       | 3923:3923 | Robbie Williams (35)     |
| 16    | (23) Zhou Yuelong       | 0115:0115 | Louis Heathcote (58)     |

| Spiel | Spieler 1               | Ergebnis  | Spieler 2                |
| ----- | ----------------------- | --------- | ------------------------ |
| 1     | (77) Liam Pullen        | 3748:3748 | Zak Surety (74)          |
| 2     | (25) Elliot Slessor     | 2160:2160 | Mark Joyce (A)           |
| 3     | (104) Kreishh Gurbaxani | 3047:3047 | Xu Si (34)               |
| 4     | (9) Xiao Guodong        | 8317:8317 | Martin O’Donnell (37)    |
| 5     | (70) Gong Chenzhi       | 4515:4515 | Huang Jiahao (100)       |
| 6     | (55) Long Zehuang       | 1815:1815 | Vladislav Gradinari (WC) |
| 7     | (3) Shaun Murphy        | 730:730   | David Gilbert (15)       |
| 8     | (24) Joe O’Connor       | 5841:5841 | Allan Taylor (86)        |
| 9     | (1) Mark Allen          | 368:368   | Si Jiahui (7)            |
| 10    | (44) Graeme Dott        | 717:717   | Robert Milkins (16)      |
| 11    | (4) Gary Wilson         | 5028:5028 | Liam Davies (88)         |
| 12    | (5) Zhang Anda          | 1265:1265 | Bai Yulu (105)           |
| 13    | (90) Antoni Kowalski    | 1250:1250 | Riley Powell (WC)        |
| 14    | (21) Ryan Day           | 5519:5519 | Dylan Emery (A)          |
| 15    | (66) Alfie Burden       | 3923:3923 | Robbie Williams (35)     |
| 16    | (23) Zhou Yuelong       | 0115:0115 | Louis Heathcote (58)     |

| Spiel | Spieler 1                  | Ergebnis  | Spieler 2             |
| ----- | -------------------------- | --------- | --------------------- |
| 17    | (81) Bulcsu Revesz         | 7345:7345 | Fan Zhengyi (38)      |
| 18    | (48) He Guoqiang           | 5713:5713 | Liam Graham (84)      |
| 19    | (85) Artemijs Zizins       | 2613:2613 | Ashley Carty (57)     |
| 20    | (A) Iulian Boiko           | 3917:3917 | Florian Nüßle (A)     |
| 21    | (56) Ishpreet Singh Chadha | 6416:6416 | Jamie Jones (43)      |
| 22    | (31) Anthony McGill        | 691:691   | Duane Jones (79)      |
| 23    | (17) Hossein Vafaei        | 5755:5755 | Andrew Higginson (71) |
| 24    | (26) Lü Haotian            | 5019:5019 | Ali Carter (6)        |
| 25    | (22) Wu Yize               | 5152:5152 | Matthew Stevens (40)  |
| 26    | (89) Haydon Pinhey         | 2162:2162 | Gerard Greene (A)     |
| 27    | (2) Mark Selby             | 873:873   | Jak Jones (10)        |
| 28    | (28) Thepchaiya Un-Nooh    | 630:630   | Aaron Hill (52)       |
| 29    | (51) David Lilley          | 1413:1413 | Noppon Saengkham (20) |
| 30    | (62) Ma Hailong            | 4657:4657 | Lewis Ullah (A)       |
| 31    | (11) Neil Robertson        | 4959:4959 | Jackson Page (33)     |
| 32    | (12) Tom Ford              | 1072:1072 | Paul Deaville (A)     |

| Spiel | Spieler 1                  | Ergebnis  | Spieler 2             |
| ----- | -------------------------- | --------- | --------------------- |
| 17    | (81) Bulcsu Revesz         | 7345:7345 | Fan Zhengyi (38)      |
| 18    | (48) He Guoqiang           | 5713:5713 | Liam Graham (84)      |
| 19    | (85) Artemijs Zizins       | 2613:2613 | Ashley Carty (57)     |
| 20    | (A) Iulian Boiko           | 3917:3917 | Florian Nüßle (A)     |
| 21    | (56) Ishpreet Singh Chadha | 6416:6416 | Jamie Jones (43)      |
| 22    | (31) Anthony McGill        | 691:691   | Duane Jones (79)      |
| 23    | (17) Hossein Vafaei        | 5755:5755 | Andrew Higginson (71) |
| 24    | (26) Lü Haotian            | 5019:5019 | Ali Carter (6)        |
| 25    | (22) Wu Yize               | 5152:5152 | Matthew Stevens (40)  |
| 26    | (89) Haydon Pinhey         | 2162:2162 | Gerard Greene (A)     |
| 27    | (2) Mark Selby             | 873:873   | Jak Jones (10)        |
| 28    | (28) Thepchaiya Un-Nooh    | 630:630   | Aaron Hill (52)       |
| 29    | (51) David Lilley          | 1413:1413 | Noppon Saengkham (20) |
| 30    | (62) Ma Hailong            | 4657:4657 | Lewis Ullah (A)       |
| 31    | (11) Neil Robertson        | 4959:4959 | Jackson Page (33)     |
| 32    | (12) Tom Ford              | 1072:1072 | Paul Deaville (A)     |

### 3. Runde
Die 3. Runde war die erste Session am Samstagmittag.
| Spiel | Spieler 1             | Ergebnis  | Spieler 2                |
| ----- | --------------------- | --------- | ------------------------ |
| 1     | (11) Neil Robertson   | 482:482   | Liam Pullen (77)         |
| 2     | (A) Dylan Emery       | 508:508   | Noppon Saengkham (20)    |
| 3     | (23) Zhou Yuelong     | 3938:3938 | Florian Nüßle (A)        |
| 4     | (79) Duane Jones      | 3921:3921 | Tom Ford (12)            |
| 5     | (90) Antoni Kowalski  | 985:985   | Vladislav Gradinari (WC) |
| 6     | (71) Andrew Higginson | 1649:1649 | Ma Hailong (62)          |
| 7     | (22) Wu Yize          | 2642:2642 | Liam Davies (88)         |
| 8     | (5) Zhang Anda        | 3620:3620 | Elliot Slessor (25)      |

| Spiel | Spieler 1             | Ergebnis  | Spieler 2                |
| ----- | --------------------- | --------- | ------------------------ |
| 1     | (11) Neil Robertson   | 482:482   | Liam Pullen (77)         |
| 2     | (A) Dylan Emery       | 508:508   | Noppon Saengkham (20)    |
| 3     | (23) Zhou Yuelong     | 3938:3938 | Florian Nüßle (A)        |
| 4     | (79) Duane Jones      | 3921:3921 | Tom Ford (12)            |
| 5     | (90) Antoni Kowalski  | 985:985   | Vladislav Gradinari (WC) |
| 6     | (71) Andrew Higginson | 1649:1649 | Ma Hailong (62)          |
| 7     | (22) Wu Yize          | 2642:2642 | Liam Davies (88)         |
| 8     | (5) Zhang Anda        | 3620:3620 | Elliot Slessor (25)      |

| Spiel | Spieler 1               | Ergebnis  | Spieler 2             |
| ----- | ----------------------- | --------- | --------------------- |
| 9     | (2) Mark Selby          | 726:726   | Jamie Jones (43)      |
| 10    | (84) Liam Graham        | 3743:3743 | Ali Carter (6)        |
| 11    | (52) Aaron Hill         | 4237:4237 | Allan Taylor (86)     |
| 12    | (7) Si Jiahui           | 517:517   | Martin O’Donnell (37) |
| 13    | (104) Kreishh Gurbaxani | 1030:1030 | Ashley Carty (57)     |
| 14    | (35) Robbie Williams    | 4249:4249 | Fan Zhengyi (38)      |
| 15    | (100) Huang Jiahao      | 081:081   | David Gilbert (15)    |
| 16    | (16) Robert Milkins     | 2156:2156 | Haydon Pinhey (89)    |

| Spiel | Spieler 1               | Ergebnis  | Spieler 2             |
| ----- | ----------------------- | --------- | --------------------- |
| 9     | (2) Mark Selby          | 726:726   | Jamie Jones (43)      |
| 10    | (84) Liam Graham        | 3743:3743 | Ali Carter (6)        |
| 11    | (52) Aaron Hill         | 4237:4237 | Allan Taylor (86)     |
| 12    | (7) Si Jiahui           | 517:517   | Martin O’Donnell (37) |
| 13    | (104) Kreishh Gurbaxani | 1030:1030 | Ashley Carty (57)     |
| 14    | (35) Robbie Williams    | 4249:4249 | Fan Zhengyi (38)      |
| 15    | (100) Huang Jiahao      | 081:081   | David Gilbert (15)    |
| 16    | (16) Robert Milkins     | 2156:2156 | Haydon Pinhey (89)    |

### Achtelfinale
Der Samstagabend beginnt um 20.00 Uhr mit der Runde der Letzten 16. Daran schließen sich die verbleibenden Runden bis zum Finale an.
| Spiel | Spieler 1            | Ergebnis  | Spieler 2             |
| ----- | -------------------- | --------- | --------------------- |
| 1     | (2) Mark Selby       | 080:080   | Liam Pullen (77)      |
| 2     | (90) Antoni Kowalski | 3018:3018 | Florian Nüßle (A)     |
| 3     | (86) Allan Taylor    | 423:423   | Andrew Higginson (71) |
| 4     | (25) Elliot Slessor  | 4643:4643 | Wu Yize (22)          |

| Spiel | Spieler 1            | Ergebnis  | Spieler 2             |
| ----- | -------------------- | --------- | --------------------- |
| 1     | (2) Mark Selby       | 080:080   | Liam Pullen (77)      |
| 2     | (90) Antoni Kowalski | 3018:3018 | Florian Nüßle (A)     |
| 3     | (86) Allan Taylor    | 423:423   | Andrew Higginson (71) |
| 4     | (25) Elliot Slessor  | 4643:4643 | Wu Yize (22)          |

| Spiel | Spieler 1               | Ergebnis  | Spieler 2             |
| ----- | ----------------------- | --------- | --------------------- |
| 5     | (16) Robert Milkins     | 5531:5531 | Martin O’Donnell (37) |
| 6     | (35) Robbie Williams    | 5011:5011 | Huang Jiahao (100)    |
| 7     | (104) Kreishh Gurbaxani | 5526:5526 | Tom Ford (12)         |
| 8     | (20) Noppon Saengkham   | 847:847   | Liam Graham (84)      |

| Spiel | Spieler 1               | Ergebnis  | Spieler 2             |
| ----- | ----------------------- | --------- | --------------------- |
| 5     | (16) Robert Milkins     | 5531:5531 | Martin O’Donnell (37) |
| 6     | (35) Robbie Williams    | 5011:5011 | Huang Jiahao (100)    |
| 7     | (104) Kreishh Gurbaxani | 5526:5526 | Tom Ford (12)         |
| 8     | (20) Noppon Saengkham   | 847:847   | Liam Graham (84)      |

### Viertelfinale
| Spiel | Spieler 1      | Ergebnis  | Spieler 2             |
| ----- | -------------- | --------- | --------------------- |
| 1     | (2) Mark Selby | 1104:1104 | Florian Nüßle (A)     |
| 2     | (22) Wu Yize   | 671:671   | Andrew Higginson (71) |

| Spiel | Spieler 1      | Ergebnis  | Spieler 2             |
| ----- | -------------- | --------- | --------------------- |
| 1     | (2) Mark Selby | 1104:1104 | Florian Nüßle (A)     |
| 2     | (22) Wu Yize   | 671:671   | Andrew Higginson (71) |

| Spiel | Spieler 1             | Ergebnis  | Spieler 2          |
| ----- | --------------------- | --------- | ------------------ |
| 3     | (37) Martin O’Donnell | 1913:1913 | Liam Graham (84)   |
| 4     | (12) Tom Ford         | 2364:2364 | Huang Jiahao (100) |

| Spiel | Spieler 1             | Ergebnis  | Spieler 2          |
| ----- | --------------------- | --------- | ------------------ |
| 3     | (37) Martin O’Donnell | 1913:1913 | Liam Graham (84)   |
| 4     | (12) Tom Ford         | 2364:2364 | Huang Jiahao (100) |

### Halbfinale
Die Partie zwischen Tom Ford und Wu Yize wurde beim Stand von 32:32 durch ein „blue ball shoot-out“ entschieden: Blau lag auf dem Spot, jeder Spieler konnte Weiß im „D“ (der Halbkreismarkierung in der unteren Tischhälfte) auflegen. Während Ford Blau lochen konnte, verschoss Wu bereits beim ersten Mal.
| Spiel | Spieler 1        | Ergebnis  | Spieler 2      |
| ----- | ---------------- | --------- | -------------- |
| 1     | (84) Liam Graham | 2038:2038 | Mark Selby (1) |

| Spiel | Spieler 1        | Ergebnis  | Spieler 2      |
| ----- | ---------------- | --------- | -------------- |
| 1     | (84) Liam Graham | 2038:2038 | Mark Selby (1) |

| Spiel | Spieler 1     | Ergebnis  | Spieler 2    |
| ----- | ------------- | --------- | ------------ |
| 2     | (12) Tom Ford | 3237:3237 | Wu Yize (22) |

| Spiel | Spieler 1     | Ergebnis  | Spieler 2    |
| ----- | ------------- | --------- | ------------ |
| 2     | (12) Tom Ford | 3237:3237 | Wu Yize (22) |

### Finale
| Spiel | Spieler 1        | Ergebnis  | Spieler 2     |
| ----- | ---------------- | --------- | ------------- |
| 1     | (84) Liam Graham | 3128:3128 | Tom Ford (12) |

## Century Breaks
Das einzige Century Break des Turniers wurde von Zhou Yuelong gespielt, der damit auch die Prämie für das höchste Break kassierte.
- Zhou Yuelong : 101